# Amorphoscelis papua
Amorphoscelis papua es una especie de mantis de la familia Amorphoscelidae.

## Distribución geográfica
Se encuentra en  Nueva Guinea.